# Conspiração Jesuíta

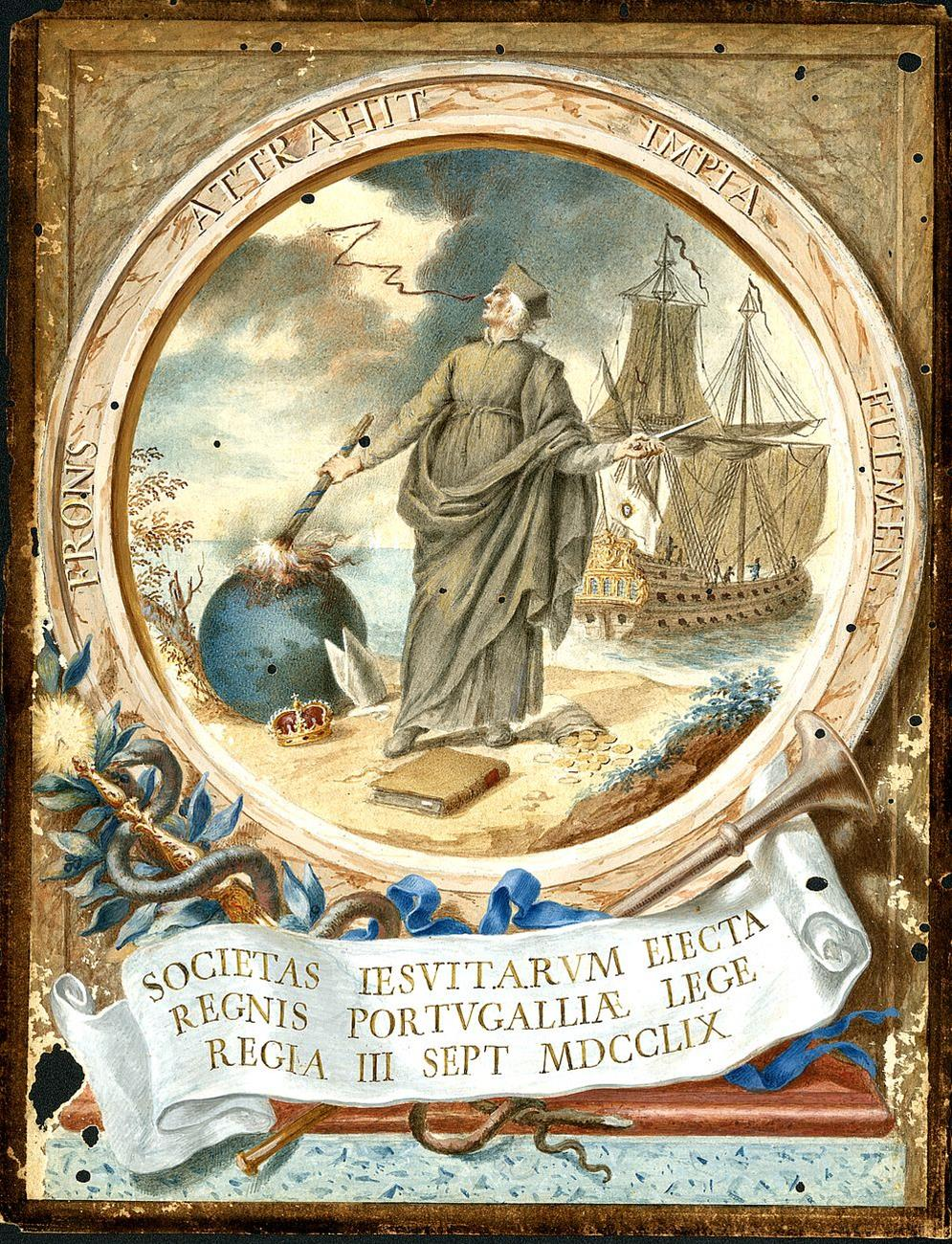
"Societas Iesvitarvm Electa Regnis Portvgalliae Lege Regia III Sept MDCCLIX" ("A Companhia de Jesus expulsa do Reino de Portugal pela Lei de 3 de Setembro de 1759"), aquarela alegórica à supressão da Companhia de Jesus em Portugal.

A conspiração jesuíta refere-se a uma teoria conspiratória sobre os padres da Companhia de Jesus (Jesuítas), da Igreja Católica Romana, tal como referido por muitos teóricos conspiração anticatólicos. 

## História
Os primeiros registros de conspirações antijesuíticas são encontrados na Monita Secreta, no início século XVII. Documentos ficticios alegavam que os Jesuítas tentavam ganhar riqueza por meios ilícitos. Anteriormente, as suspeitas vinham dos quadros da própria Inquisição espanhola, que consideravam que os Jesuítas eram demasiados secretistas. 
A Reforma Protestante, e sobretudo a Reforma Inglesa, trouxe novas suspeitas contra os Jesuítas que foram acusados de infiltração política nos reinos e igrejas protestantes. Na Inglaterra, foi proibido pertencer aos Jesuítas, sob graves sanções, incluindo a pena de morte. O Jesuitismo foi um termo cunhado pelos seus adversários para denominar as práticas dos Jesuítas ao serviço da Contra-Reforma.
O desenvolvimento do jansenismo na França no século XVIII levou a rivalidades internas na igreja entre jesuítas e os jansenistas e, embora os Jesuítas pró-papais, em última instância, tivessem prevalecido, custou-lhes caro no que respeita à sua reputação na Igreja Galicana largamente influenciada pela Igreja francesa. 
Muitas conspirações antijesuíticas emergiram no século XVIII, com o Iluminismo, como parte de uma suposta rivalidade secular entre a Maçonaria e a Companhia de Jesus. Os ataques dos intelectuais aos Jesuítas foram vistos como uma contraprova eficiente para o movimento de antimaçonaria promovido por conservadores, e este padrão ideológico de conspiração persistiu até o século XIX como um importante componente do anticlericalismo francês. Foi, no entanto, confinado às elites políticas, até a década de 1840, quando entrou no imaginário popular através dos escritos dos historiadores Jules Michelet e Edgar Quinet do Collège de France, que declarou "la guerre aux jesuites", e o romancista Eugène Sue, que em seu best-seller Le Juif errant, retrata os jesuítas como uma "sociedade secreta inclinada a dominar o mundo por todos os meios disponíveis". A heroína de Sue, Adrienne de Cardoville, afirma que ela não podia pensar nos jesuítas "sem idéias de escuridão, de veneno e de desagradáveis répteis negros sendo involuntariamente suscitado em mim".
Teorias de conspiração de épocas anteriores frequentemente incidiram sobre a personalidade de Adam Weishaupt, um professor de direito que foi educado em uma escola jesuíta e criou a Ordem Illuminati Bávara. Weishaupt era acusado de ser o líder secreto da Nova Ordem Mundial, e mesmo de ser o próprio demônio. Augustin Barruel, um ex-jesuíta, escreveu longamente sobre Weishaupt, alegando que estes Illuminati tinham sido os promotores secretos da Revolução Francesa. 
O antijesuitismo desempenhou um papel importante no Kulturkampf, culminando com a Lei dos Jesuítas de 1872, aprovada por Otto von Bismarck, que exigia que os jesuítas dissolvessem suas casas na Alemanha, proibiu os membros de exercer a maioria de suas funções religiosas, e permitiu às autoridades negar a residência aos membros específicos da ordem. Algumas das disposições da lei foram removidas em 1904, mas só foi revogada em 1917.
Na década de 1930, as teorias conspiratórias jesuítas foram utilizadas pelo regime nazista com o objetivo de reduzir a influência dos jesuítas, que tinham escolas secundárias e eram engajados no trabalho com jovens. Um panfleto de propaganda "O jesuíta: o obscurantista sem pátria" por Hubert Hermanns, advertiu contra o "poder negro" dos jesuítas e suas intenções "misteriosas". Declarados "vermes públicos" [Volksschädlinge] pelos nazistas, os jesuítas foram perseguidos, internados e, às vezes assassinados.
Na China e no Japão, os Jesuítas foram acusados por vários imperadores de jogar política imperial e tribais, e o seu envolvimento no caso dos ritos chineses, em última análise, a Empresa foi obrigada a reduzir as suas atividades no Extremo Oriente. 
Outras conspirações e críticas iram assinalar o papel preponderante dos jesuítas na colonização do Novo Mundo, e mencionarão controvérsias relacionadas com o tratamento dos povos indígenas, alegando que os jesuítas involuntariamente podem ter contribuído para a assimilação dessas nações indígenas. 
Na década de 1980, reivindica-se que líderes radicais jesuítas conduziam movimentos revolucionários na América Latina que levou a suspeita generalizada contra a Companhia pela ala direita dos governos latino-americanos, e também uma repressão gerada da Teologia da Libertação pelo Santo Ofício. 
Uma notável fonte de conspirações modernas sobre o assunto está na matéria Vatican Assassins de Eric John Phelps, que afirma que o Superior Geral da Companhia de Jesus, ou Papa Negro, é responsável por várias intrigas na política externa dos EUA.

## Cultura popular
- A conspiração jesuíta faz parte do enredo do romance de Umberto Eco, O Cemitério de Praga.
- No romance de Eugène Sue, Le Juif errant, os jesuítas são retratados como uma sociedade secreta dedicada a dominação do mundo por qualquer meio possível.